# 6420 Riheijyaya
6420 Riheijyaya è un asteroide della fascia principale. Scoperto nel 1993, presenta un'orbita caratterizzata da un semiasse maggiore pari a 2,9904948 UA e da un'eccentricità di 0,1002984, inclinata di 8,91845° rispetto all'eclittica.